# یاکونور
یاکونور (به لاتین: Yakonur) یک منطقهٔ مسکونی در روسیه است که در جمهوری آلتای واقع شده‌است.

## جغرافیا
یاکونور در ۱۷ کیلومتری شمال شرقی اوست کان Ust-Kan (مرکز اداری منطقه) قرار دارد. اوست کان نزدیکترین محله روستایی از طریق زمینی است.